# محمدعلی حسین‌زاده
محمدعلی حسین‌زاده (متولد ۱ فروردین ۱۳۵۶ در مراغه، درگذشتهٔ ۱۸ اردیبهشت ۱۳۹۵ در آزادراه قزوین-زنجان)، نمایندهٔ منتخب دورهٔ دهم از حوزهٔ انتخابیهٔ مراغه و عجب‌شیر در استان آذربایجان شرقی بود که چند هفته پیش از ورود به مجلس در سانحه تصادف در آزادراه قزوین-زنجان از دنیا رفت.
وی با کسب ۵۰٬۹۸۰ رای از مجموع ۹۰٬۵۴۸ رای معادل ۵۶٫۳۰٪ درصد آرا در دور دوم به مجلس راه پیدا کرده بود.

## فیلم منتشر شده در شبکه‌های اجتماعی
چند روز پیش از مرگ وی، فیلم کوتاهی از او در شبکه‌های اجتماعی منتشر شد که در آن، با لحنی تند دربارهٔ برخورد با برخی مسئولان و سرمایه‌داران صحبت می‌کرد. انتشار این ویدئو با واکنش‌های مختلفی در سطح جامعه روبه‌رو شد.

## مرگ
او و مادرش، صبح روز شنبه ۱۸ اردیبهشت ۱۳۹۵ در یک سانحه رانندگی در آزادراه قزوین-زنجان جان خود را از دست دادند.